# Galathea venusta
Galathea venusta is een tienpotigensoort uit de familie van de Galatheidae. De wetenschappelijke naam van de soort is voor het eerst geldig gepubliceerd in 1970 door Miyake & Baba.